# Жълтозелен виреон
Жълтозеленият виреон (Vireo flavoviridis) е вид птица от семейство Vireonidae.

## Разпространение
Видът е разпространен в Белиз, Боливия, Бразилия, Венецуела, Гватемала, Еквадор, Канада, Колумбия, Коста Рика, Мексико, Никарагуа, Панама, Перу, Салвадор и САЩ.